# پین‌آکر
پَین‌آکر (به هلندی: Pijnacker) یک منطقهٔ مسکونی در هلند است که در پین‌آکر-نوت‌دورپ واقع شده‌است. پین‌آکر ۲۰٫۳۱۵ نفر جمعیت دارد.
نام پین‌آکر به معنی «مزرعه مشقت» یا «مزرعه مجازات» است. گفته می‌شود ایجاد کشتزار در این محل به خاطر نوع زمین دشوار بوده. در حالت درست بودن ریشه‌یابی دوم برای این نام، احتمالاً این محل، جایی برای تنبیه بزه‌کاران بوده‌است.